# Делфин на Хевисайд
Делфин на Хевисайд (Cephalorhynchus heavisidii) е вид бозайник от семейство Делфинови (Delphinidae).

## Разпространение
Видът е разпространен в Ангола, Намибия и Южна Африка (Западен Кейп и Северен Кейп).